# Windows Update
Windows Update je služba, která zajišťuje aktualizace operačního systému Windows a s ním spojených komponent, jako definice pro Windows Defender a filtr nevyžádané pošty pro Windows Mail. Windows Update je také prostředek jak stahovat Windows Ultimate Extras, volitelný obsah nabízený uživatelům Windows Vista Ultimate.
Microsoft Update je alternativní služba Windows Update, která zprostředkovává nejen aktualizace operačního systému, ale také určitého softwaru společnosti Microsoft.

## Historie
Windows Update byl poprvé představen s nástupem Windows 98. Od té doby prošel několika změnami. V roce 2002 Microsoft představil Software Update Services, komponentu, která určenou pro systém Windows 2000 Server umožňující stahování a distribuci bezpečnostních patchů do celé společnosti prostřednictvím centrálního serveru. Windows 2000 Service Pack 3 obsahuje BITS, umožňující použití nové komponenty, poprvé představené ve Windows XP, zvané Automatické aktualizace, která umožňovala stahovat a instalovat aktualizace na pozadí.
Ke konci roku 2004 Microsoft uvolnil Windows Update 5 pro Windows XP, který zahrnoval Service Pack 2 a několik významných změn aktualizační aplikace. Uživatelé bez širokopásmového připojení si mohou objednat CD obsahující Service Pack 2 (SP2) z webových stránek společnosti Microsoft. Ačkoli toto CD bylo zpočátku poskytováno uživatelům zdarma, od června 2006 je zde malý poplatek za dopravu. Po instalaci SP2 je doporučeno navštívit webovou stránku společnosti Microsoft a vyhledat nejnovější aktualizace, jelikož od vydání SP2 jich byly vydány desítky.
V roce 2005 představil Microsoft první beta verzi alternativního Microsoft Update, zprostředkovávajícího aktualizace podporovaných operačních systémů, Microsoft Office (Office XP a Office 2003), Exchange a SQL serveru, jako odezvu na požadavky zákazníků na jednoduchý způsob kontroly a získávání aktualizací produktů Microsoft. Postupem času byly přidány další aplikace společnosti Microsoft jako Windows Defender a Virtual Server.
Ve Windows Vista a Windows Server 2008 již není pro výběr a stahování aktualizací použito webové rozhraní. Bylo nahrazeno Windows Update aplikací v Ovládacích panelech, která nabízí obdobnou funkčnost.

### Nové vlastnosti poslední verze
Ke znepokojení uživatelů Microsoft Update běžně vedlo, že aktualizace vyžadující restart systému aktivovaly dialogové okno požadující restart systému každých 10 minut. Toto dialogové okno se typicky zobrazuje navrchu jakékoli aplikace, se kterou uživatel právě pracuje. Ačkoli Windows Update stále požaduje restart pro určité typy aktualizací, dialogové okno bylo změněno tak, aby umožnilo uživateli zvolit delší čas před dalším upozorněním (až 4 hodiny). Také se již zobrazuje pod ostatními aplikacemi.
Windows Update mohou automaticky stahovat a instalovat jak důležité, tak doporučené aktualizace. Aktualizace systému nastává na pozadí a dokončení aktualizačního procesu je vybaveno bohatým nastavením. Pokud aktualizace vyžaduje pro dokončení instalace restart, může být naplánována na určitý čas. Můžete také odložit předem naplánovaný restart, dokud nedoděláte současnou práci. Pokud aktualizace softwaru ovlivňuje právě používaný soubor, Windows Update může daný soubor uložit, aplikaci uzavřít, provést aktualizaci a následně provést její restart.